# 擬佩氏樸麗魚
擬佩氏樸麗魚，為輻鰭魚綱鱸形目隆頭魚亞目慈鯛科的其中一種，分布於非洲維多利亞湖流域，棲息深度30公尺，體長可達15公分，棲息在泥底質水域，以魚類為食，生活習性不明。

## 擴展閱讀
維基物種上的相關：擬佩氏樸麗魚